# Bacadéhuachi
Bacadéhuachi – miasto w północno-wschodniej części meksykańskiego stanu Sonora, siedziba władz gminy Bacadéhuachi. Miasto jest położone około 320 km od Zatoki Kalifornijskiej oraz około 260 km na wschód od stolicy stanu Hermosillo. W 2010 roku ludność miasteczka liczyła 1251 mieszkańców. Miasteczko powstało z misji jezuickiej (San Luis de Bacadéhuachi) założonej w 1645 roku, przez hiszpańskiego jezuitę Cristóbala García.